# Șumna
Șumna est une commune située dans le raion de Rîșcani en Moldavie.